# Koncovka (mluvnice)
Koncovka je zakončení ohebných slov (tzv. flexivní sufix), které se při skloňování nebo časování slova mění. Na rozdíl od předpony nebo přípony nevytváří nové slovo, ale vytváří různé tvary téhož slova. V některých tvarech může koncovka chybět (tzv. nulová koncovka). Koncovka je též často považována za součást přípony (např. běžná přípona přídavných jmen -ný se pomocí koncovek při skloňování mění podle pádu, čísla i rodu).
Rozlišují se koncovky:
- pádové
pán-a, kuř-et-i, dobr-ého
- osobní
nes-e-me
- rodové
psá-n-o, přečt-en-y, psa-l-o
- infinitivní
br-á-t(i)

V češtině (a v ostatních flexivních jazycích) se jedinou koncovkou vyjadřuje několik kategorií: např. ve slovoformě dom-ech vyjadřuje koncovka -ech množné číslo a šestý pád. Naproti tomu třeba v aglutinační maďarštině má jedna každá kategorie svoji vlastní koncovku (čímž dochází k hromadění koncovek za sebe): ház 'dům' (první pád jednotného čísla), ház-at 'dům' (čtvrtý pád jednotného čísla), ház-ak 'domy' (první pád množného čísla), ház-ak-at 'domy' (čtvrtý pád množného čísla).
Na základě koncovek (a kmenotvorných přípon) je v češtině založena klasifikace slovesných a jmenných tříd a vzorů – na rozdíl třeba u klasifikace na základě zakončení kmene ve staroslověnštině.
Při kombinaci 14 jmenných vzorů a 14 pádů je teoreticky možných 196 možných koncovek, ve skutečnosti však je koncovek pouze 24 (a, e, ě, i, o, u, y, ou, é, í, ů, ech, ách, ích, em, ám, ím, ům, mi, ami, emi, ími, ovi, ové). Je tedy jasné, že je v češtině velká pádová homonymie. Nicméně zatížení koncovek je různé, např. koncovka -e (resp. -ě) označuje 40 pádů, a naopak např. koncovka -ími pouze jeden (staveními).